# 1929年至1930年英格蘭足總盃
1929/30球季英格蘭足總盃（英語：FA Cup），是第55屆英格蘭足總盃，今屆賽事的冠軍是阿仙奴，他們在決賽以2:0擊敗哈特斯菲爾德，奪得冠軍。本屆賽事繼續在舊溫布萊球場舉行。
哈隊近3季第二次殺入足總盃決賽，惜面對班霸阿仙奴而飲恨。

## 外部連結
1. 英格蘭足總盃官網Archive-It的存檔，存档日期2012-04-24
2. 英格蘭足總盃 歷屆冠軍（页面存档备份，存于）